# Земцов, Николай Андреевич
Николай Андреевич Земцов (15 апреля 1917, Нововоскресенка (Омская область), Жирновское сельское поселение — 17 июля 2002, Москва) — участник Великой Отечественной войны, разведчик, командир группы Разведывательного отряда Штаба Черноморского флота, Герой Советского Союза (1944). После войны в органах КГБ СССР, полковник госбезопасности. С 1960 годов в отставке, работал на крупных руководящих государственных должностях, был начальником 1-го отдела Госплана СССР, позднее начальником 1-го отдела Госснаба СССР. .

## Биография
Родился 15 апреля 1917 года в селе Ерасовка (ныне Нововоскресенка) Называевского района Омской области. До войны работал техником-строителем автодорог. В 1938 году был призван на службу в Военно-морской флот СССР. С сентября 1941 года — на фронтах Великой Отечественной войны. Участвовал в обороне Одессы и Севастополя, входил в состав десанта, высадившегося в декабре 1941 года в порту Феодосии. Неоднократно совершал диверсии во вражеском тылу, производил разведку. К маю 1943 года будучи мичманом командовал группой Разведывательного отряда штаба Черноморского флота.
В мае 1943 года группа под командованием Николая Земцова была десантирована в районе Анапы. В содействии с другими группами она задержала немецкие войска на двое суток и добыла важные данные о противнике на Таманском полуострове. Через пятнадцать суток его группа успешно возвратилась в расположение своей части.
Указом Президиума Верховного Совета СССР «О присвоении звания Героя Советского Союза офицерскому составу Военно-Морского флота» от 22 января 1944 года за «образцовое выполнение боевых заданий командования на фронте борьбы с немецкими захватчиками и проявленные при этом отвагу и геройство» был удостоен высокого звания Героя Советского Союза с вручением ордена Ленина и медали «Золотая Звезда».
В сентябре 1944 года Николая Земцова направляют сначала в Военный институт иностранных языков, а спустя полгода переводят во вновь созданную Ленинградскую высшую военно-морскую школу контрразведки. Участвовал в Параде Победы. В 1947 году Земцов в звании младшего лейтенанта едет на шестимесячную стажировку в Крым, где располагалась 13-я бомбардировочная авиационная дивизия. В 1947 году он становится оперуполномоченным управления Министерства государственной безопасности (МГБ) по Одесской области, где в течение пяти лет работает старшим оперуполномоченным, заместителем начальника отдела кадров – начальником особой инспекции. В 1952 году старший лейтенант Земцов направляется на учебу в Высшую школу КГБ при Совете Министров СССР, которую с отличием оканчивает в 1955 году и получает очередное звание – капитана.В 1955 году с отличием окончил Высшую школу КГБ, после чего работал в 5-м Управлении КГБ.
В 1959 году был уволен в запас в звании майора госбезопасности. Проживал в Москве, был начальником 1-го отдела Госплана СССР, позднее начальником 1-го отдела Госснаба СССР. В 1981 году вышел на пенсию. Занимался общественной деятельностью.
Умер 17 июля 2002 года, похоронен на Троекуровском кладбище Москвы.

## Награды
Был также награждён двумя орденами Красного Знамени, орденами Отечественной войны 1-й степени, Красной Звезды, рядом медалей.

## Память
Именем Николая Земцова названа улица в посёлке Семендер в Кировском районе Махачкалы.